# BURNING DESIRE
「BURNING DESIRE」（バーニング・デザイア）は、日本のコーラス・グループであるEVEが1988年11月21日にリリースした4枚目のシングルである。

## 概要
前作「もう一度Fall in LOVE」からわずか1ヵ月という短いスパンでリリースされたシングル。
「BURNING DESIRE」は、サントリー『ドライ5.5』CMソングに起用された。
カップリングの「MIRANDA」は、アルバム『極東ダンス倶楽部』からのシングルカットである。

## 収録曲
| #         | タイトル           | 作詞         | 作曲          | 編曲          | 時間 |
| --------- | ------------------ | ------------ | ------------- | ------------- | ---- |
| 1.        | 「BURNING DESIRE」 | Casey Rankin | Jimmy Johnson | Jimmy Johnson | 4:18 |
| 2.        | 「MIRANDA」        | レオナ新里   | 井上玲乙奈    | 石倉重信      | 3:58 |
| 合計時間: | 合計時間:          | 合計時間:    | 合計時間:     | 合計時間:     | 8:16 |